# Waarheid

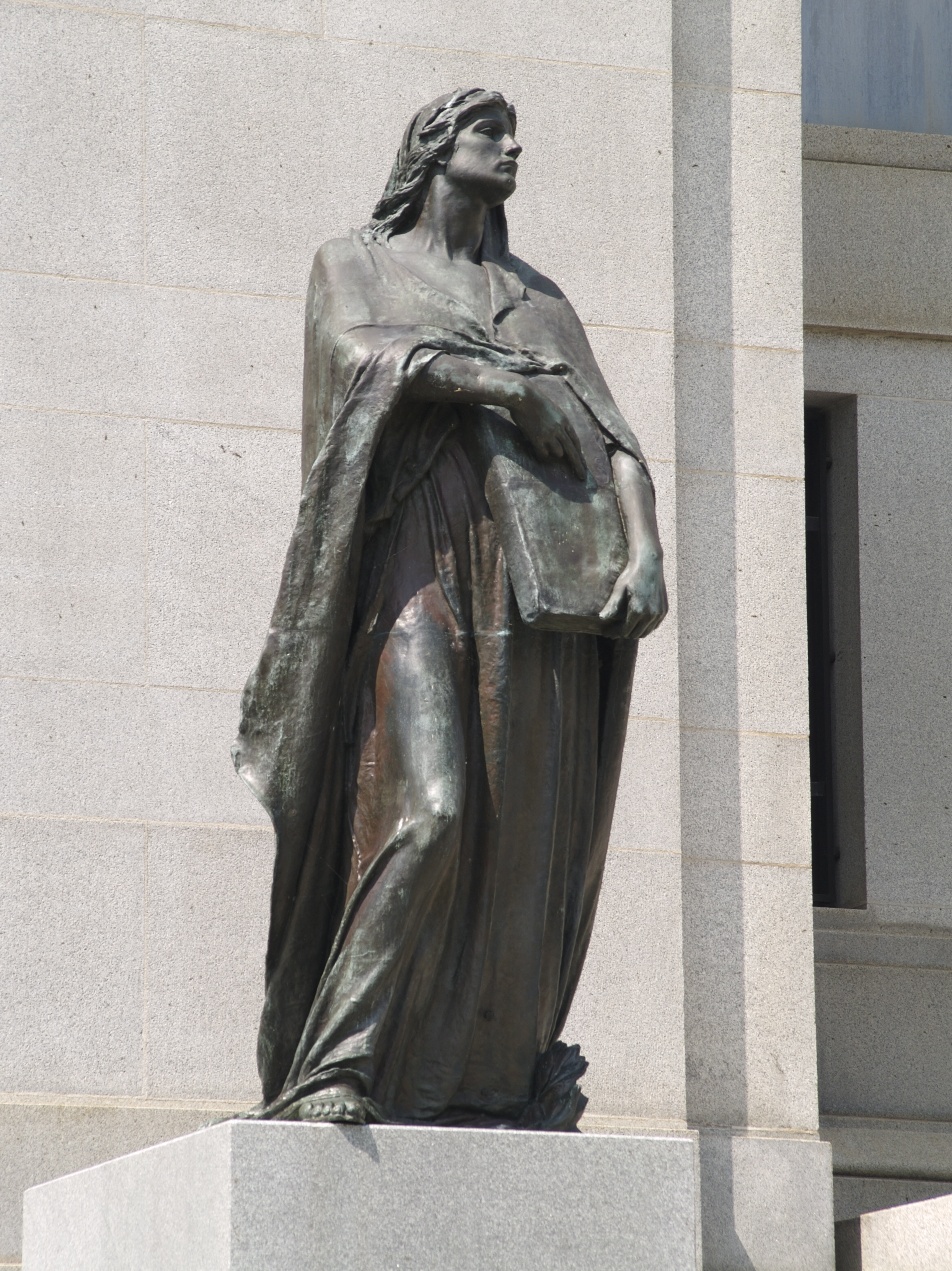
Walter Seymour Allward, Veritas, 1920

Waarheid is het in overeenstemming zijn met de werkelijkheid. In dagelijks taalgebruik wordt 'waarheid' in de eerste plaats toegeschreven aan overtuigingen, uitspraken en theorieën. Waarheid kan echter ook worden toegeschreven aan een levenshouding, ethiek of politiek systeem. Hiermee is de waarheid een feit vanuit de levensovertuiging. Wat waarheid precies betekent is onderwerp van discussie, die ver in de geschiedenis teruggaat. In de wetenschap en techniek wordt de vraag naar waarheid methodologisch opgelost.
Waarheden kunnen een beperkte geldigheid hebben, afhankelijk van het referentiekader: de uitspraak "1 en 1 is 2" is geldig voor getallen uit het decimale stelsel, maar niet voor binaire getallen. Op dezelfde manier kan een waarheid persoonsafhankelijk zijn: de uitspraak "vis is lekker" geldt voor de een wel, voor de ander niet. De uitspraak "persoon A houdt van vis" houdt daar rekening mee.
Tegenover relativisme of contextualisme, dat stelt dat waarheid afhankelijk is van de context, bestaan er ook universalistische opvattingen waarmee er bijvoorbeeld gestreefd kan worden naar een overkoepelende waarheid die in alle omstandigheden geldt, en die ogenschijnlijk tegenstrijdige waarheden (of axioma's) op een hoger niveau met elkaar kan verzoenen.

## Begrippen
Een analytische waarheid is een uitspraak waarvan de waarheidswaarde afhankelijk is van de betekenis van de uitspraak zelf. Een voorbeeld is: "Alle vrijgezellen zijn ongetrouwd." Deze stelling is waar op grond van de betekenis van het woord vrijgezel. Vrijgezel betekent immers ongetrouwde man. In een taal waar vrijgezel zou staan voor iets anders dan ongetrouwde man zou deze uitspraak niet altijd waar zijn.
Daartegenover staan synthetische waarheden, zoals in de zin "Alle vrijgezellen zijn gelukkig". Bij synthetische waarheden wordt de waarheidswaarde niet bepaald door de uitspraak zelf en haar betekenis, maar door iets buiten de uitspraak. Vaak is het de realiteit die bepaalt of de uitspraak al dan niet waar is. "Alle vrijgezellen zijn gelukkig" is waar als alle feitelijke vrijgezellen in de wereld gelukkig zijn.
Noodzakelijke waarheden zijn die uitspraken die in alle mogelijke gevallen waar zijn. Het gaat om uitspraken waarvoor geldt dat de ontkenning (negatie) tot een logische tegenspraak zou leiden, bijvoorbeeld: "Alle cirkels zijn rond." Als het voorwerp niet rond was, zou het namelijk geen cirkel zijn.
Verder zijn er nog contingente waarheden die niet in alle mogelijke gevallen waar zijn, maar in sommige wel. Het gaat dus om uitspraken waarvan de ontkenning niet per se tot een logische tegenspraak leidt. Een voorbeeld: "Het aantal planeten is gelijk aan acht."

## Filosofie

### Oudheid en Middeleeuwen
De vraag naar wat waarheid is, is een klassieke vraag binnen de filosofie. Binnen de westerse filosofie worden de eerste pogingen van een analyse van het begrip waarheid al teruggevonden binnen de antieke filosofie. Volgens Plato (427–347 v.Chr.) heeft waarheid te maken met Ideeën. Waarheid kon voor Plato niets te maken hebben met de feitelijke wereld die de mens ziet, omdat deze steeds veranderlijk en vergankelijk was, terwijl waarheid daarentegen eerder iets stabiels en eeuwigs moest zijn. Centraal staat dus de tegenstelling tussen waarheid en schijn.
Aristoteles (384-322 v.Chr.), een leerling van Plato, stelde een klassieke definitie van waarheid op: Waar is, van iets dat zo is, te zeggen dat het zo is, en van iets dat niet zo is, te zeggen dat het niet zo is. Dit is een eerste formulering van de correspondentietheorie, die doorheen de geschiedenis van de filosofie heel dominant bleef. Bijvoorbeeld binnen de middeleeuwse filosofie werd waarheid gedefinieerd als een overeenstemming tussen verstand (kennis) en feiten (werkelijkheid) (adaequatio rei et intellectus).

### Moderne filosofie
Binnen de moderne en hedendaagse filosofie werden echter vraagtekens bij deze theorie geplaatst. Immanuel Kant (1724-1804) bracht het begrip waarheid in verband met zijn begrip van a priori (van tevoren) en bedoelde daarmee begrippen waarvan de betekenis onmiddellijk duidelijk is. Deze begrippen zijn volledig onafhankelijk van persoonlijke ervaring, omdat de dingen van de ervaring niet zoals de dingen van het verstand direct door de rede benaderbaar zijn: ze hebben immers de bemiddeling van de ervaring nodig (zie verder zijn onderscheid tussen de intellectus ectypus versus de intellectus archetypus). Kant merkte op dat er geen algemeen criterium voor waarheid kan bestaan buiten de waar- of onwaarheid van de eigenlijke predicaatsuitspraken om. Een algemeen criterium dat iets over waarheid zou zeggen buiten de predicaatsuitspraken om zou wat over kennis moeten zeggen, terwijl wordt geabstraheerd van haar concrete objecten. Maar als alle objecten worden geabstraheerd, dan bestaat er geen kennis meer, want kennis is juist kennis over objecten. Die kennis bestaat in de vorm van predicaatsuitspraken. (Zie Kritik der reinen Vernunft B83)
Andere moderne filosofen zoals Baruch Spinoza en G.W.F. Hegel stelden tegenover de correspondentietheorie, een coherentietheorie: iets is waar als het coherent is met een reeks of systeem van andere uitspraken. Een bekende uitspraak van Hegel is:

Das Wahre ist das Ganze. Das Ganze aber ist nur das durch seine Entwicklung sich vollendende Wesen. Es ist von dem Absoluten zu sagen, dass es wesentlich Resultat, dass es erst am Ende das ist, was es in Wahrheit ist; und hierin eben besteht seine Natur, Wirkliches, Subjekt oder Sichselbstwerden zu sein. (Phänomenologie des Geistes, 24)

Daarnaast is er de evidentietheorie van de waarheid bij René Descartes (1596-1650). Een zin is waar als die met een zonneklaar oordeel overeenstemt. Deze theorie komt ook terug bij Franz Brentano (1838-1917) en Edmund Husserl (1859-1938).

### Hedendaagse filosofie
In de hedendaagse filosofie versplinterden de waarheidstheorieën nog verder. Zo ontstond aan het begin van de 20e eeuw de pragmatische waarheidstheorie bij auteurs zoals Charles Sanders Peirce, William James en John Dewey. Volgens het pragmatisme is waarheid dat wat nuttig en bruikbaar is, dat wat werkt. Hoewel Peirce als grondlegger van het pragmatisme wordt gezien, hield hij er zelf een andere waarheidstheorie op na: waar is voor hem dat waarover de gemeenschap van wetenschappers het uiteindelijk eens zullen zijn. Toch zou later vooral de pragmatische theorie van James invloedrijk zijn, bijvoorbeeld bij Richard Rorty.
Toch had ook de correspondentietheorie nog aanhangers, onder meer de jonge Ludwig Wittgenstein en Bertrand Russell. In zijn Tractatus Logico-Philosophicus (1922) stelde Wittgenstein dat een uitspraak waar is als die de werkelijkheid correct afbeeldt. Volgens Wittgenstein verkregen woorden immers hun betekenis doordat ze bepaalde standen van zaken in de wereld representeren (picture theory of meaning).
De late Wittgenstein nam, onder meer in Philosophische Untersuchungen (1953), afstand van zijn vroegere standpunt. Hij liet zich daarbij inspireren door de waarheidsopvatting in de logica die door auteurs als Gottlob Frege en Alfred Tarski is uitgewerkt. Waarheid wordt hier gezien op een minimalistische of deflatoire wijze: waar is een concept dat niet verder kan worden geanalyseerd. De stelling "het gras is groen" is waar als het gras inderdaad groen is en de waarheidswaarde van de uitspraak dus 1 is, en niet 0. Frank Plumpton Ramsey (1903-1930) formuleerde hiervan een specifieke variant, de redundantietheorie: het woord waar is overbodig. Anderzijds kan de late Wittgenstein ook in verband gebracht worden met een andere waarheidstheorie, de constructivistische theorie van waarheid: waarheid is iets dat niet los van de mens en zijn cultuur bepaald kan worden, maar er juist afhankelijk van is. Dit hangt samen met de nieuwe opvatting van de taal in het late werk van Wittgenstein. De betekenis wordt niet meer bepaald door afspiegeling van een werkelijkheid, maar door het gebruik van de woorden binnen taalspelen en levensvormen (meaning is use). In deze waarheidstheorie wordt dit principe toegepast op het begrip waarheid: wat als waar of onwaar beschreven kan worden, hangt af van het taalspel. Waarheid buiten taalspelen zoeken is in die zin zinloos, omdat woorden geen betekenis hebben, en dus waarheid ook niet, buiten taalspelen.
Volgens filosoof Martin Heidegger (1889-1976) daarentegen is waarheid de Openbaarheid van het zijn. Daarbij doelt hij op het Griekse woord voor waarheid, aletheia, dat letterlijk onverborgenheid betekent. Vanuit fenomenologisch perspectief stelt Heidegger dat de dingen, de zijnden, slechts op de voorgrond kunnen treden tegen een achtergrond, het Zijn.
Verder is er ook nog de consensustheorie van de waarheid, bij Jürgen Habermas en Karl-Otto Apel. Die stelt dat een uitspraak waar is, wanneer een onbegrensd groot aantal mensen dat over alle wenselijke communicatiemiddelen beschikt deze uitspraak zou onderschrijven. Ten slotte is er de performancetheorie bij Peter Frederick Strawson (1919-2006). Volgens hem treedt het woord waar in een zin op als onderstreping van het gezegde.
Hoewel in feite een socioloog, had Niklas Luhmann (1927-1998) ook een eigen visie op waarheid. Binnen zijn systeemtheorie wordt waarheid als symbolisch gegeneraliseerd communicatiemedium opgevat. Daarbij wordt aan de basis een onderscheid gemaakt tussen weten en waarheid en wat als het ware weten zal gelden, moet in tweede instantie worden bepaald. Dit leidt uiteindelijk tot de paradox, dat er ware en onware waarheid is.

## Religie
In religie heeft waarheid primair een transcendente betekenis. Aangezien godsdienst is gebaseerd op openbaringen door niet empirisch of zuiver rationeel aantoonbare persoonlijkheden of actoren (God, goden, geesten, engelen enzovoort), is het waarheidsbegrip ook nauw verweven met dergelijke bovennatuurlijke openbaringen. Waarheid kan dan worden opgevat als een supranaturalistische (metafysische) bepaling over de hogere wereld in zichzelf, of over de verbinding van de hogere wereld met de natuurlijke wereld. Veelal gaat het ook hierbij om uitspraken over geldigheid en echtheid. De inzichten daarover lopen zeer sterk uiteen tussen en binnen de diverse religies. Inzicht in de waarheid of in waarheden zou kunnen worden verkregen door meditatie, gebed, bestudering van heilige geschriften, gehoorzaamheid aan ge- of verboden, rituelen, gemeenschapsbeoefening e.d.

## Wetenschap
Hoewel er in de wetenschap buiten wiskunde altijd de grenzen van de beperkte waarneming zijn en absolute waarheid moeilijk gevonden wordt, zijn er wel indicaties van wat waar is of voorlopig als waarheid aangenomen kan worden. Het begrip paradigma refereert hieraan. Een mogelijke indicatie is eenvoud, de eenvoudigste verklaring wordt als de juiste aangenomen. Zo kunnen bijvoorbeeld de bewegingen in het zonnestelsel mathematisch verklaard worden met de aanname dat de aarde in het midden staat. Dit levert echter veel ingewikkelder formules op dan bij de aanname dat de zon in het midden staat, dus wordt de tweede verklaring als waar aangenomen. Dit kan ook gezien worden als een manifestatie van schoonheid. Een mooie oplossing wordt gezien als een indicatie van juistheid, het is te mooi om niet waar te zijn. Astronomisch bestaat dit probleem niet: de schijngestalten van Venus zijn in strijd met de Aarde in het centrum, maar niet met de Zon. In de wiskunde is absolute waarheid te bereiken door stellingen te bewijzen. Het getalsysteem - 1 + 2 = 3 - levert bijvoorbeeld absolute waarheden, bekend uit zintuiglijke waarnemingen. Overigens is de bewering absolute waarheid bestaat niet in strijd met zichzelf.
De wetenschap streeft geen waarheden na, maar benadert. Wetenschap stelt abstracte modellen op die lokale gedragingen zo goed mogelijk beschrijven en voorspellen, niet verklaren. Een werkend apparaat, bouwwerk enzovoorts kan zo gezien worden als een waarheid. Een mobieltje functioneert dankzij de Wetten van Maxwell en de vastestoffysica: een praktisch bewijs van waarheid.

## Psychologische aspecten
Met behulp van leugendetectors kan onderzocht worden of iemand liegt, ervan uitgaande dat een leugen iemand dermate veel stress bezorgt, dat de hartslag versnelt en de transpiratie toeneemt. Een waterdicht bewijs is dat niet, want er kunnen bij ondervraging andere redenen voor opwinding zijn en anderzijds veroorzaakt het liegen bij veel mensen geen meetbare stress.
De gedragspsychologie heeft talrijke kenmerken vastgesteld op basis waarvan bij een gesprekspartner kan worden bepaald of deze liegt. Signalen die duiden op liegen zijn verwijde pupillen, handbewegingen in de richting van het gezicht, vooral naar de mond en algemene nervositeit. Bovendien verandert bij het liegen de stem. De stembanden spannen zich aan, de stem wordt hoger en komt onder hogere druk. Ook dat kan met meetapparatuur worden vastgesteld. Maar ook hier geldt weer dat iemand om een andere reden nerveus kan zijn, of dat iemand een zo geroutineerde leugenaar is dat er niets te meten valt.
Kennelijk hebben mensen er dringend behoefte aan om waarheid van leugen te kunnen onderscheiden en is de oplossing van het probleem nog niet gevonden. De meeste samenlevingen straffen daarom de leugen. Kinderen worden doorgaans hard aangepakt als ze de waarheid niet spreken. Het is de hieruit volgende angst voor straf die de basis vormt voor de werking van leugendetectors, die immers niet meer doen dan stress meten.

## Het gezagscriterium
Opvattingen van experts of van een meerderheid konden al volgens Aristoteles als gezaghebbende waarheid worden beschouwd. Aan de eis dat daarbij toch nog de toets van de filosofische kritiek doorstaan moest worden, werd niet altijd even zwaar getild. Zulke gezaghebbendheid leidde er in de geschiedenis meermalen toe dat nieuwe ideeën erdoor werden verstikt. Waar het gezag door tegenargumenten werd ondermijnd, kon niet altijd meer even eenvoudig over waarheid worden beschikt. Gezag werd dan juist de splijtzwam waardoor opvattingen over de waarheid van iets versplinterd raakten. De strijd over waarheid die zo ontbrandde werd vaak met machtsmiddelen uitgevochten en ging niet zelden ten koste van het gezag van wetenschappelijke expertise. Toen Copernicus met zijn werk De revolutionibus orbium coelestium (Over de omwentelingen van de hemelse sferen) in 1543 de Westerse wereld in beroering bracht toen daaruit bleek dat de aarde onmogelijk nog het door God bepaalde middelpunt van het heelal kon zijn (de copernicaanse omwenteling), werd zijn werk door de inquisitie op de Index geplaatst. Ook Galileo Galilei werd in 1633 gedwongen om afstand van zijn wetenschappelijke bevindingen te doen toen die strijdig bleken met het gezaghebbende wereldbeeld.
Bekend is ook de strijd tegen de evolutietheorie van Charles Darwin, die al direct aanleiding gaf tot een fel publiek debat, zoals in het al snel op de man gespeelde debat tussen Richard Owen en Thomas Huxley, en waarover de wetenschappelijke waarheid tot op de dag van vandaag door creationistische groeperingen op grond van religieus gezag en grote aanhang wordt aangevochten.

## Overkoepelende waarheid
Een waarheid die andere ogenschijnlijk tegenstrijdige waarheden op een hoger niveau met elkaar verzoent is een overkoepelende waarheid. Stellingen kunnen als waar bewezen worden en toch strijdige axioma's opleveren, die alleen met de grootste moeite in een overkoepelend inzicht met elkaar in overeenstemming gebracht kunnen worden. Zo ging de speciale relativiteitstheorie van Einstein uit van de schijnbare tegenstrijdigheid tussen een constante lichtsnelheid en de gelijke geldigheid van natuurwetten voor elke willekeurige waarnemer. Echter, zo'n overkoepelende waarheid is niet altijd van toepassing, deels omdat er schijnbare tegenstrijdigheden bestaan die nog door geen enkele wetenschap kunnen worden opgelost (zoals die tussen de kwantummechanica en zwaartekracht), deels omdat zo'n overkoepelende waarheid op alledaags niveau niet altijd als even relevant wordt ervaren. Binnen de wetenschap is er ook een theorie van alles die alle fundamentele theorieën van de natuurkunde met elkaar zou verenigen.

## Politiek
Het begrip waarheid blijkt naast een filosofische en praktische betekenis ook nog een politieke te hebben. Deze strekt verder dan de filosofische doordat ze een propagandistische betekenis toekomt. De Waarheid was in dit verband overigens ook de naam van het dagblad van de Communistische Partij van Nederland. Zusterpartijen hadden ook dagbladen met dergelijke namen, zoals Pravda in Rusland.
In Mexico zag drankenfabrikant Coca Cola zich ooit gedwongen de reclameslogan Es la verdad (Het is de waarheid) te veranderen in De vonk van het leven. Reden was dat de Mexicanen met afkeer reageerden op het begrip waarheid dat dankzij jaren van corrupte regeringen van steeds dezelfde partij een geheel verworden betekenis had gekregen.

## Literair
De verschillende betekenisgebieden van het woord waarheid kunnen eenvoudig door elkaar lopen. Het omgaan met het begrip waarheid op praktisch niveau heeft uiteraard politieke relevantie. Een en ander komt goed tot uitdrukking in de literatuur.
Waarheid neemt een centrale plaats in in het bekende werk 1984 van George Orwell. Miniwa staat (in de Nederlandse vertaling) in dat verhaal voor Ministerie van Waarheid. Op dit ministerie werd onder de dekking van het woord waarheid precies het tegenovergestelde gedaan dan wat de meeste mensen daaronder verstaan. Doorgaans wijst de hoofdpersoon uit dat de leugen tot waarheid wordt gemaakt. Het verleden werd vernietigd, de vernietiging werd vergeten, de leugen werd waarheid.